# Syllepte orbiferalis
Syllepte orbiferalis là một loài bướm đêm trong họ Crambidae.